# Heterohyrax brucei
O Heterohyrax brucei é uma espécie de mamífero da família Procaviidae, encontrado em grande parte da África.

## Subespécies
- H. b. albipes Hollister, 1922
- H. b. antinea Heim de Balsac e Bégouen, 1932
- H. b. bakeri Gray, 1874
- H. b. bocagei Gray, 1869
- H. b. brucei (Gray, 1868)
- H. b. chapini Hatt, 1933
- H. b. dieseneri Brauer, 1917
- H. b. frommi Brauer, 1913
- H. b. granti (Wroughton, 1910)
- H. b. hindei (Wroughton, 1910)
- H. b. hoogstraali Setzer, 1956
- H. b. kempi (Thomas, 1910)
- H. b. lademanni Brauer, 1917
- H. b. manningi (Wroughton, 1910)
- H. b. mossambicus Peters, 1870
- H. b. munzneri Brauer, 1913
- H. b. princes (Thomas, 1910)
- H. b. prittwitzi Brauer, 1917
- H. b. pumilus Thomas, 1910
- H. b. ruddi (Wroughton, 1910)
- H. b. rudolfi (Thomas, 1910)
- H. b. somalicus (Thomas, 1892)
- H. b. ssongeae Brauer, 1917
- H. b. thomasi Neumann, 1901
- H. b. victorianjansae Brauer, 1917